# 1879 في فرنسا
فيما يلي قوائم الأحداث التي وقعت خلال عام 1879 في فرنسا.

## سياسة

### تعيين في المنصب
- 30 يناير – جول كريفي رئيس فرنسا.

### انتهاء فترة المنصب
- 30 يناير – باتريس دو مكماهون رئيس فرنسا.

## ظهور
- 1 يناير – ثروة البيجوم كتاب من تأليف جول فيرن.
- 1 يناير – محن صيني في الصين رواية من تأليف جول فيرن.

## كتب
من الكتب التي صدرت هذه السنة في فرنسا:
- 1 يناير – ثروة البيجوم من تأليف جول فيرن.
- 1 يناير – متمردي السفينة باونتى من تأليف جول فيرن.
- 1 يناير – محن صيني في الصين من تأليف جول فيرن.

## مواليد

### يناير
- 18 يناير – هنري جيرو[1]

### فبراير
- 8 فبراير – ألبرت تايلاندير درّاج طريق فرنسي.

### مارس
- 27 مارس – هنري باشلن كاتب فرنسي.[2]

### مايو
- 1 مايو – إيميه أنطوانيت كامو عالمة نبات فرنسية.[3]

### يونيو
- 5 يونيو – رينيه بوتيه درّاج طريق فرنسي.[4]

### يوليو
- 1 يوليو – ليون جوو[5]
- 13 يوليو – يوجين فريزنيه[6]

### أغسطس
- 3 أغسطس – آرثر ويبر[7]
- 9 أغسطس – موريس كورتييه

### أكتوبر
- 2 أكتوبر – ليون جورجيت دراج فرنسي.
- 4 أكتوبر – ماري لو فرانك كاتبة فرنسية.[8]

### ديسمبر
- 24 ديسمبر – ألكسندرين من مكلنبورغ-شفيرين[9]
- 29 ديسمبر – وليم بيلي ميتشل ضابط من الولايات المتحدة الأمريكية.[10]

## وفيات

### فبراير
- 10 فبراير – أونوريه دومييه (مواليد 1808)[11]

### أبريل
- 16 أبريل – برناديت سوبيروس (مواليد 1844) راهبة فرنسية.[12]
- 26 أبريل – إدوار ليون سكوت دو مارتنفيل (مواليد 1817) ناشر فرنسي.[13]

### مايو
- 18 مايو – إدوار سباش (مواليد 1801) عالم نبات فرنسي.[14]

### نوفمبر
- 28 نوفمبر – ميشيل شوفالييه (مواليد 1806)[15]